# Exarchat apostolique du Canada pour les fidèles syro-catholiques
L'exarchat apostolique du Canada pour les fidèles syro-catholiques est une juridiction de l'Église catholique destinée aux fidèles de l'Église catholique syriaque, une Église catholique orientale, résidant au Canada.

## Histoire et organisation
L'exarchat apostolique est érigé le 7 janvier 2016 par le pape François. Il couvre l'intégralité du territoire canadien qui était auparavant intégré au territoire de l'éparchie Notre-Dame de la Délivrance de Newark des Syriaques.  Le siège de l'exarchat se situe à Montréal au Québec.

## Liste des exarques
- Antoine Nassif : depuis le 7 janvier 2016

### Sources
- Fiche de l'exarchat sur le site catholic-hierarchy.org